# Орловский сельсовет (Кыштовский район)
Орло́вский сельсове́т — сельское поселение в Кыштовском районе Новосибирской области.
Административный центр — село Орловка.

## География
Территория поселения общей площадью 880 км² расположена на расстоянии 652 километра от областного центра, в 52 километрах от районного центра Кыштовка и в 210 километрах от ближайшей железнодорожной станции Чаны. Протяжённость поселения с севера на юг составляет 34,5 километра и с запада на восток — 25,5 километра.

## История
Орловское сельское поселение (сельсовет) образовано в 1961 году.

## Население
| 2002 | 2007 | 2010 | 2012 | 2013 | 2014 | 2015 |
| ---- | ---- | ---- | ---- | ---- | ---- | ---- |
| 387  | ↘365 | ↘342 | ↘328 | ↗329 | ↗338 | ↗343 |
| 2016 | 2017 | 2018 | 2019 | 2020 | 2021 |      |
| ↘322 | ↘321 | ↗327 | ↘322 | ↘318 | ↗321 |      |

Этнический состав населения: русские — 90 %, белорусы — 9 %, эстонцы, татары и марийцы — вместе около 1 %.

## Состав сельского поселения
| № | Населённый пункт | Тип населённого пункта          | Население |
| - | ---------------- | ------------------------------- | --------- |
| 1 | Орловка          | деревня, административный центр | ↗321      |